# Hans Gieng

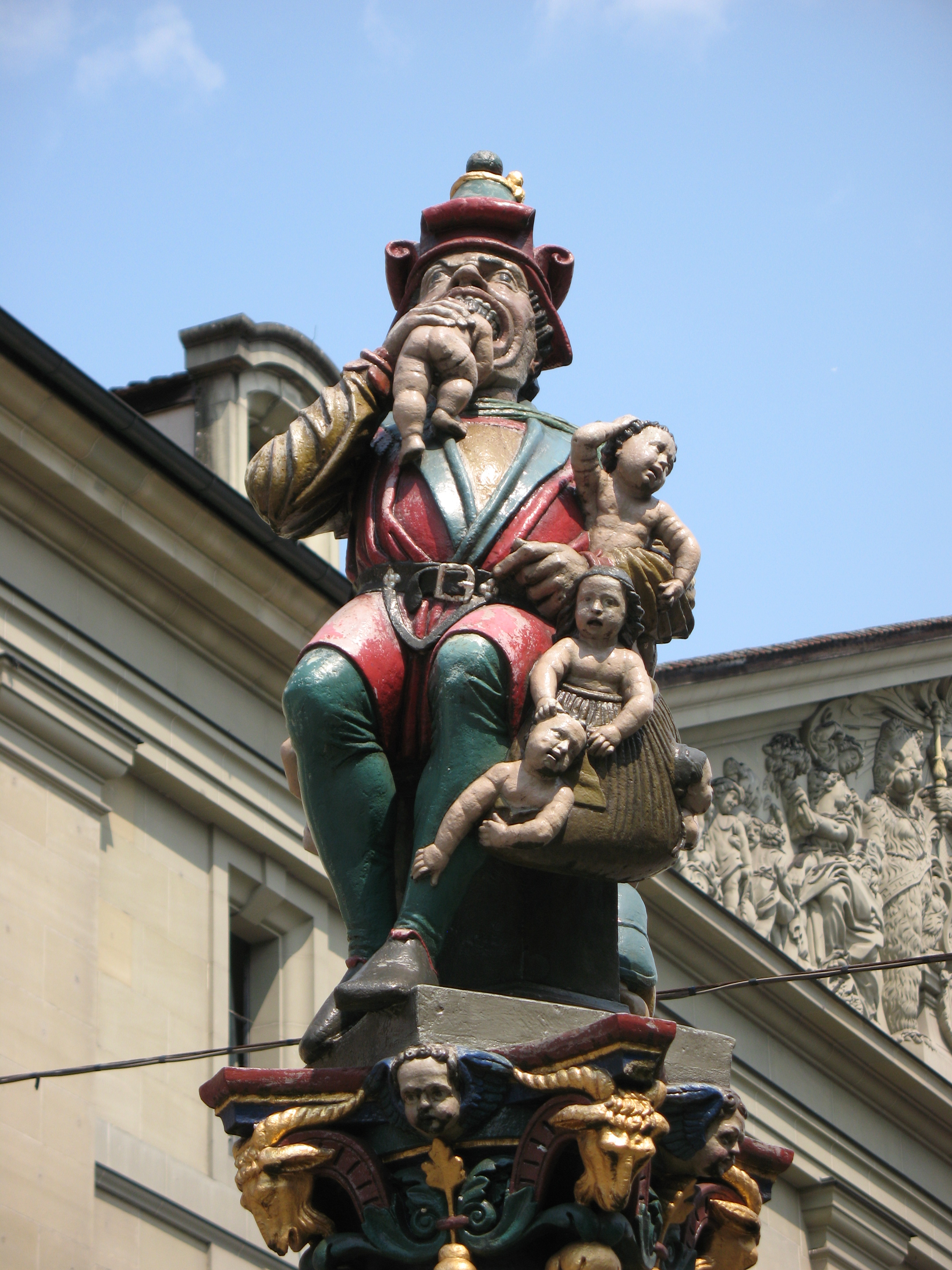
La Kindlifresserbrunnen à Berne qui représente un ogre dévorant un enfant

Hans Gieng est un sculpteur du XVIe siècle, actif à Fribourg (Suisse) entre 1524 et 1562. Son atelier est célèbre pour ses sculptures de fontaines, qui furent livrées jusqu'à Berne, Soleure et Zurich. 

## La sculpture à Fribourg auXVIesiècle
Vers 1500, la ville de Fribourg devint un centre régional de production de sculptures. Plusieurs sculpteurs s'installèrent dans ce bourg de la Sarine et créèrent en quelques décennies un grand nombre de sculptures de qualité considérable. D'un point de vue formel et technique, ils prirent pour modèles les plus grands maîtres européens de leur période : Tilman Riemenschneider à Würzburg, Michel Erhart et Niklaus Weckmann à Ulm, Jörg Lederer à Kaufbeuren ou les successeurs de Niclaus Gerhaert à Strasbourg. Les sculpteurs actifs à Fribourg livrèrent surtout les alentours proches. Ils travaillèrent néanmoins aussi pour Berne, Soleure ou Zurich et exportèrent occasionnellement leurs œuvres jusqu'en France ou en Italie.

## Les ateliers
Les sculpteurs du Moyen Âge travaillaient en atelier. Aux côtés du maître se trouvaient un à deux compagnons formés ainsi qu'un apprenti actif. Nous pouvons souvent attribuer les sculptures à un atelier précis grâce aux sources écrites, mais aussi aux critères stylistiques et techniques. À Fribourg, au XVIe siècle, on connaît cinq ateliers importants dirigés par : le Maître aux gros nez (1503-1508), Hans Roditzer (1504-1521), Martin Gramp (1508-1524), Hans Geiler (1513-1534) et Hans Gieng (1524-1562). 
Les sculpteurs du Moyen Âge créaient généralement leurs œuvres sur commande. Les commanditaires – riches bourgeois, hauts clercs, corporations, paroisses ou la ville elle-même – avaient une grande influence sur la forme et le contenu de l'œuvre : ils décidaient de la taille, choisissaient le matériau et définissaient ce qui devait être représenté. La production de sculptures médiévales et de retables était réglée par un contrat, occasionnellement accompagné d'un projet dessiné, en allemand « Riss ». Pour les sculptures indépendantes ou les reliefs, le sculpteur prenait pour modèle des gravures ou des compositions connues, développées au sein de l'atelier. Les sculptures terminées étaient en général entièrement polychromées. Le peintre complétait le travail du sculpteur avec de nombreux détails.
Dans les villes moyennes, tel Fribourg, les sculpteurs ne se limitaient pas à la production de sculptures proprement dites. Ils équipaient les bâtiments significatifs de lambris et plafonds en bois, produisaient des meubles de luxe et fournissaient des modèles pour des plaques de poêles en fonte ou en catelles, ainsi que parfois pour des sculptures en bronze. Ils réalisaient même de simples modèles d'arquebuses ou de briques, des réparations de sculptures, ou encore de très modestes rapiècements.

## Biographie
Hans Gieng, vraisemblablement originaire de Souabe en Allemagne, fut le successeur immédiat de Hans Geiler[pas clair]. Jusqu'à la mort de ce dernier, il est souvent difficile, à la lecture des sources mentionnant « Hans der Bildhouwer » (le sculpteur Hans), de savoir si on parle de Geiler ou de Gieng. Geiler et Gieng furent souvent confondus durant les siècles suivants mais des recherches du milieu du XXe siècle attestent qu'il s'agissait de deux personnes distinctes.
En 1527, Gieng est mentionné comme membre de l'Abbaye fribourgeoise des Merciers. Il n'a jamais été bourgeois de la ville, et apparaît d'ailleurs en 1556 sur la liste des étrangers résidant à Fribourg. En 1533, il était en possession de la maison de Geiler à la rue des Épouses, un an plus tard il reprit la fonction d'inspecteur et garde des poissons. À la mort de Geiler, en 1534, il devint le sculpteur semi-officiel de la ville. Vers 1562, il apparaît en première place sur la liste des membres fribourgeois de la confrérie de Saint-Luc. On sait aussi qu'il était marié et qu'il avait trois enfants, une fille et deux garçons. Son fils Franz était menuisier et travailla avec son père. Il devint bourgeois de Fribourg en 1555 et y fit une carrière politique.
Gieng et son atelier ont pourvu la région de Fribourg de nombreuses sculptures en bois et en pierre. En tant que sculpteur semi-officiel de la ville, il eut pour mandat de sculpter tous les fûts et sculptures des nouvelles fontaines de la ville, les façades des bâtiments publics (Hôtel de ville, chancellerie) et des reliefs armoriés pour les autorités. Il utilisait parfois le monogramme « HG » pour marquer ses œuvres : en 1524, sur les volets d'un retable de l'église d'Ependes (aujourd'hui au Philadelphia Art Museum et au Louvre à Paris), en 1546, sur le relief armorié de la douane de Sensebrücke, et en 1545 sur la fontaine de l'Ogre de Berne.
En tant que sculpteur, Gieng vécut principalement à Fribourg. Il travailla à Berne (années 1540), à Soleure de 1554 à 1556/1557, à Zurich, et à Saint-Gall en 1557.

## Œuvres

### Style
Les sculptures de Gieng s'inspirent encore de celles de Geiler, mais sont physiquement plus présentes et affichent un mouvement plus naturel. Le nouveau sens de la corporalité amené par Gieng est marquant : les proportions sont correctes et le mouvement des corps fonctionne avec celui des vêtements. Ayant conçu de nombreuses fontaines, il a été largement confronté au thème de la figure indépendante. Son travail le plus abouti semble être la fontaine du Coureur à Berne, à la subtile torsion du corps. On note que les sculptures de Gieng ne présentent pas encore de contrapposto à l'antique, mais les figures forment des torsions en « S » gothiques, particulièrement fortes.
Les visages masculins sont quasi systématiquement ornés d'une barbe carrée et ont le front rectangulaire. Ces formes rudes sont atténuées par la rondeur des pommettes saillantes. Les sourcils renflés, les yeux regardant le spectateur, le nez court aux larges narines, la bouche légèrement ouverte et les profondes rides façonnent encore les visages. Les visages féminins sont de forme ovale, allongés, marqués par des joues légèrement gonflées. Le nez est  aquilin, la bouche étroite, mais aux lèvres charnues.
Le mouvement des sculptures se manifeste principalement par le motif des vêtements : le vent semble les faire tourbillonner.  On retrouve surtout des plis en parallèle, typiques de la Renaissance, mais aussi des plis tubulaires ou encore, rarement, des ensembles de faux plis, typiques du gothique tardif, qui semblerait provenir de modèles anciens. Beaucoup de soin est mis aussi dans le rendu détaillé des différents accessoires : chaussures, ceintures, couvre-chefs… Il est frappant de voir la récurrence de certains motifs comme par exemple celui de nœuds, se retrouvant aussi bien sur les bandeaux de femmes que sur les bas des hommes.

### Technique
De l'atelier de Gieng nous sont surtout parvenues des sculptures sur pierre. Il a utilisé la molasse fribourgeoise pour les tombeaux, les armoiries sculptées et les sculptures sur bâtiments, mais pour les sculptures et chapiteaux des fontaines, il a taillé la pierre calcaire de Neuchâtel, plus résistante au temps. La qualité de la pierre choisie est toujours bonne.
Bien que les figures des fontaines soient conçues comme sculptures indépendantes elles sont généralement, pour des raisons d'équilibre, liées à une colonne, à un tronc d'arbre ou à une figure secondaire. Les rajouts restent néanmoins rares, il s'agit surtout d'accessoires métalliques comme des armes, des drapeaux, des plumes ou des casques d'ornement, mais encore la langue ou les dents des nombreux lions représentés. Des ajouts d'éléments en pierre forment l'exception et rappellent la pratique de la sculpture sur bois.
Nous ne pouvons juger de l'aspect extérieur de ces sculptures que dans une mesure limitée. Les nettoyages et les repeints réguliers  que les sculptures ont subi au cours du temps ont profondément altéré la surface de la pierre. Au point que les traces des coups de ciseaux à dents que le sculpteur exécutait pour lisser la pierre ne sont souvent plus visibles. On peut reconnaître néanmoins une utilisation différente et précise de certains outils structurant pour sculpter les fourrures animales ou encore les écorces.
Quant à la sculpture sur bois, on retrouve la tradition technique de l'atelier de Geiler : l'évidement au dos des sculptures taillé à travers fil, des billots de bois ajoutés pour boucher une percée de la structure, de nombreuses retouches à la gouge sur la surface du bois.

#### Fribourg
Dans cette ville, Gieng réalisa notamment la table du Conseil de la ville (1546) et les personnages des sept fontaines publiques (entre 1547 et 1560).

#### Berne
Gieng sculpta la plupart des fontaines publiques de Berne entre 1542 et 1546. Sa présence dans la cité est évoquée dans un document du Conseil qui indique, en 1543, que « Meyster Hans, Bildhower, im grossen Spital z'Herbrig sin und an des spittelmeisters tisch ässen » (le Maître Hans, sculpteur, résidant dans le grand hôpital et mangeant à la table du directeur de l'hôpital). 

#### Autres monuments
D'autres œuvres sont attribuées à Gieng, dont des crucifix, des sculptures sur pierre dans l'église de Tavel, diverses statues, pierres tombales et motifs héraldiques.

## La place de l'atelier de Hans Gieng dans l'histoire de l'art
Ce n'est pas qu'au point de vue technique que nous retrouvons les habitudes de l'atelier de Geiler, mais aussi au niveau des formes. En témoigne le saint Jean de la fontaine fribourgeoise dont le vêtement reprend l'exact même schéma que celui de saint Thomas de Geiler du retable d'Estavayer-Blonay. Le modèle vient de l'atelier Weckmann à la fin du XVe siècle.
Le fort ancrage de Gieng dans la tradition fribourgeoise et son travail fondé sur des modèles graphiques rend difficile la détermination de sa provenance artistique. Le rapport avec la Renaissance de l'Allemagne du sud est certes évident à la lumière des comparaisons mais reste difficile à prouver.
L'atelier de Gieng utilise largement le style des plis en parallèle de Haute-Souabe, présent dès les années 1510 dans les œuvres des ateliers de Jörg Lederer et Hans Thoman, et qui proviendrait de la Renaissance nord-italienne du Quattrocento tardif. La dynamique du mouvement est aussi exacerbée dans l'œuvre de Gieng, rendant les corps perceptibles sous les vêtements. On peut aussi à ce niveau-là établir un lien avec les travaux de l'atelier de Hans Thoman et plus largement le style de la Haute-Souabe.
En définitive la qualité des œuvres de l'atelier de Gieng tient moins dans son inventivité que dans sa capacité à réadapter de façon convaincante des formules disponibles. Grâce à cela, Gieng s'est profilé comme un sculpteur largement reconnu.

## Œuvres de l'atelier de Hans Gieng
- Chef de saint Jean-Baptiste, 1530-1560, Estavayer-le-Lac, Musée d'art et d'histoire Fribourg (MAHF 2464)
- Fontaine de la Samaritaine, 1549-1550, Rue de la Samaritaine, Fribourg, Musée d'art et d'histoire Fribourg (MAHF 8828)
- Saint Christophe, 1540-1550, place du Petit-Saint-Jean, Fribourg, Musée d'art et d'histoire Fribourg (MAHF 3173)
- Fontaine de l'Ogre, 1545, Kornhausplatz, Berne.